# Гаврильчик, Александр Алексеевич
Алекса́ндр Алексе́евич Гаври́льчик (1880 — 16 октября 1937) — член II Государственной думы от Минской губернии, крестьянин.

## Биография
Православный, крестьянин деревни Лошницы Борисовского уезда.
Окончил народное училище. Занимался земледелием (15 десятин). Состоял членом Русского окраинного союза.
В феврале 1907 года был избран членом II Государственной думы от Минской губернии. Входил в группу беспартийных. Состоял членом комиссии по народному образованию. Выступал по аграрному вопросу.
После революции жил в родной деревне. После коллективизации был бригадиром в местном колхозе, стахановцем. В 1937 году был арестован, обвинялся по статьям 69, 72 УК БССР — вредительство. 4 октября 1937 был приговорен тройкой к ВМН с конфискацией имущества. Расстрелян 16 октября 1937 года. Похоронен в Минске.